# 한국의 숲
한국의 숲는 대한민국의 강원민방(G1)에서 제작·방영하는 교양 프로그램이다.